# Ken Loach
Ken Loach   (Nuneaton, 17 de juny de 1936) és un director de cinema anglès conegut pel seu estil de realisme social contemporani.

## Biografia
Als 25 anys, mentre estudiava dret a Oxford, va entrar per primera vegada en contacte amb les arts escèniques, actuant en el grup de teatre de la universitat. Després de graduar-se, va treballar com a assistent de direcció al Northampton Repertory Theatre, però estava més interessat en el món audiovisual que en el teatral, així que després d'obtenir el 1963 una beca de la cadena de televisió BBC, s'inicia en la direcció.
L'ambient que es respirava en aquells anys afavoria la realització de programes que criticaven les injustícies socials, allí va trobar Loach la visió i la veu que caracteritzarien el seu cinema. A partir de 1964 començà a dirigir una sèrie de documentals, el més famós n'és Cathy Come Home (1966) sobre la pobresa, amb el qual va obtenir cert èxit.
Des de llavors i fins a principi de la dècada del 1980, va dividir el seu temps entre el cinema i la televisió: va filmar quatre llargmetratges, nombrosos documentals i telefilms com The Big Flame (1969) sobre els treballadors portuaris de Liverpool i la sèrie Days of Hope (1975), sobre els fets que van dur a la vaga de 1926 a i la derrota del Partit Laborista.
Amb Margaret Thatcher en el poder, creixé l'atur i les retallades de pressupost per a la cultura. La «Dama de Ferro» es guanyà molts enemics entre els artistes: Loach fou un dels més ferms. El Channel 4 va prohibir la sèrie de documentals A Question of Leadership, amb els quals criticava el thatcherisme, motiu pel qual al llarg de tota la dècada només va poder filmar dues pel·lícules. Als anys 1990, amb els canvis polítics, la seva carrera es revitalitzà i es consolidà la seva carrera internacional, tot i mantenir-se sempre fidel a l'estil que havia estat una constant en la seva vida: la defensa dels oprimits i oprimides.
El novembre de 2014 va signar el manifest «Deixin votar els catalans», juntament amb altres personalitats internacionals.

### Cinema social
Loach descriu històries de la classe treballadora, amb una crida a les armes o retrats de moviments polítics específics. The Wind That Shakes the Barley tractà la Guerra de la Independència irlandesa, Bread and Roses sobre la campanya per uns salaris justos pels netejadors d'oficines a Los Angeles, Terra i llibertat sobre un jove desocupat de Liverpool membre del partit comunista que es dirigeix a Espanya per lluitar en les Brigades Internacionals a la Guerra Civil espanyola.
Una vegada que els actors i actrius tenen incorporades les línies bàsiques del guió, Loach el fa a un costat i comença a treballar les escenes amb una tècnica molt específica, consistent que cada actor/actriu mai no sàpiga del tot la part de l'altre (si la sap massa, Loach s'ocupa de canviar-la sobre la marxa). Aquesta manera de treball, sumada a la freqüent recurrència a actors no professionals i al fet que aquests no treballin per a la càmera, com succeeix en el cinema convencional, sinó exactament al contrari, dona a cada escena una gran espontaneïtat.
L'any 2009 el director va declarar que «l'antisemitisme és comprensible» i que «si hi ha un augment (de l'antisemitisme) no em sorprèn». Va justificar aquestes afirmacions per l'Operació Plom Fos d'Israel contra Hamàs. L'agost de 2021 va ser expulsat del Partit Laborista, del que era membre des dels anys 1960, per formar part del grup «Labour against the Witchhunt» i per acusacions d'antisemitisme.
L'any 2010, la seva pel·lícula Buscant l'Eric esdevení la guanyadora del premi especial del públic de la mostra de cinema BRAM! de Castellar del Vallès. Quan Loach va rebre el premi de 20 sacs de mongetes del ganxet, va fer-se fotografiar amb un d'ells i va reenviar la fotografia al jurat de la mostra.

## Filmografia

##### Cinema
- Poor Cow (1967)
- Kes (1969) (com a Kenneth Loach)
- Family Life (1971)
- Jack el Negre (Black Jack) (1979)
- The Gamekeeper (1980)
- Looks and Smiles (1981) (com a Kenneth Loach)
- Fatherland (1986)
- Agenda oculta (Hidden Agenda) (1990).
- Riff-Raff (1990).
- Plouen pedres (Raining Stones) (1993).
- Terra i llibertat (Land and Freedom) (1995).
- Ladybird, Ladybird (1994)
- Carla's Song (1996)
- My Name Is Joe (1998)
- Bread and Roses (2000)
- The Navigators (2001)
- Sweet Sixteen (2002)
- 11'9"01 September 11 (segment United Kingdom) (2002)
- Ae Fond Kiss... (2004)
- Tickets (2005), amb Ermanno Olmi i Abbas Kiarostami
- The Wind That Shakes the Barley (2006)
- It's a Free World... (2007)
- Buscant l'Eric (Looking for Eric) (2009)
- Route Irish (2010)
- The Angels' Share (2012)
- El centre d'en Jimmy (2014)
- Jo, Daniel Blake (2016)
- Sorry We Missed You (2019)
- The Old Oak (2023)

##### Documentals
- The Save the Children Fund Film (inèdit 1971)
- A Contemporary Case for Common Ownership (1995)
- The Flickering Flame (1997)
- The Spirit of '45 (2013)

##### Televisió
- Catherine ("Teletale", 1964)
- Z-Cars (alguns episodis de la sèrie,1964)
- Diary of a Young Man (series,1964)
- Tap on the Shoulder (The Wednesday Play,1965)
- Wear a Very Big Hat (The Wednesday Play, 1965)
- Three Clear Sundays (The Wednesday Play, 1965)
- Up the Junction (The Wednesday Play, 1965)
- The End of Arthur's Marriage (The Wednesday Play, 1965)
- The Coming Out Party (The Wednesday Play, 1965)
- Cathy Come Home (The Wednesday Play,1966)
- In Two Minds (The Wednesday Play,1967)
- The Golden Vision (The Wednesday Play, 1968)
- The Big Flame (The Wednesday Play, 1969)
- The Rank and File (Play for Today, 1971)
- After a Lifetime ("Sunday Night Theatre", 1971)
- Days of Hope (sèrie, 1975)
- The Price of Coal (1977)
- The Gamekeeper (1980)
- Auditions (1980)
- A Question of Leadership (1981)
- The Red and the Blue: Impressions of Two Political Conferences – Autumn 1982 (1983)
- Questions of Leadership (1983/4, inèdit)
- Which Side Are You On? (1985)
- End of the Battle... Not the End of the War ("Diverse Reports", 1985)
- Time to Go ("Split Screen", 1989)
- The View From the Woodpile (1989)
- The Arthur Legend ("Dispatches", 1991)
- The Flickering Flame (1996)
- Another City: A Week in the Life of Bath's Football Club (1998)